# Chhindwara (distrikt)
Chhindwāra är ett distrikt i Indien.   Det ligger i delstaten Madhya Pradesh, i den centrala delen av landet, 700 km söder om huvudstaden New Delhi. Antalet invånare är 2 090 922.
Följande samhällen finns i Chhindwāra:
- Chhindwāra
- Pāndhurna
- Parāsia
- Sausar
- Jāmai
- Barkuhi
- Amarwāra
- Mohgaon
- Harrai
- Lodhīkheda
- Panara